# Ortezia
Ortezia is een geslacht van insecten uit de orde vliesvleugeligen (Hymenoptera) en de familie Ichneumonidae.

## Soorten
- O. aciculata (Cresson, 1868)
- O. annulicornis (Szepligeti, 1900)
- O. egregia (Cresson, 1868)
- O. magniceps (Cresson, 1867)
- O. multiplagiata (Cameron, 1885)
- O. ochracea (Morley, 1915)
- O. varia (Kriechbaumer, 1898)